# Aleksandar Okolić
Aleksandar Okolić (ur. 26 czerwca 1993 w Modričy) – serbski siatkarz, reprezentant Serbii, grający na pozycji środkowego. 

## Sukcesy klubowe
Puchar Serbii:
- 2009, 2011[3], 2013, 2014

Mistrzostwo Serbii:
- 2012, 2013, 2014, 2015
- 2010
- 2009, 2011

Superpuchar Serbii:
- 2011, 2012, 2013, 2014

Mistrzostwo Niemiec:
- 2017, 2018

Puchar Grecji:
- 2019

Mistrzostwo Grecji:
- 2021
- 2019

Mistrzostwo Czech:
- 2024[4]
- 2025[5]

## Sukcesy reprezentacyjne
Mistrzostwa Europy Kadetów:
- 2011

Mistrzostwa Świata Juniorów:
- 2011

Liga Światowa:
- 2016[6]
- 2015

Memoriał Huberta Jerzego Wagnera:
- 2016
- 2019

Mistrzostwa Europy:
- 2019
- 2017